# 赵晨
赵晨（1977年10月11日—）出生于中国江苏省淮安市，中国藏酒家，茅台酒文化的学者，茅台酒艺术博物馆馆长，贵州酒收藏博览馆馆长，同时赵晨写作了中国“茅学”著作《茅台酒收藏》，由于赵晨酒收藏量比较大，因此也被赞誉为“中国茅台收藏第一人”。

## 人物履历
- 1990年从事酒类收藏[4]
- 2008年，赵晨酒收藏打破基尼斯世界记录。
- 2009年，开始写作《茅台酒收藏》，计划创办中国私立茅台酒博物馆。
- 2011年南京拍卖会摘取酒王的桂冠[5]
- 2011年5月，出版新书《茅台酒收藏》[2]
- 2011年8月，出版新书《醉爱国酒》。

## 代表作品
| 作品                   | 简介                                 |
| ---------------------- | ------------------------------------ |
| 《茅台酒收藏》         | 中国第一部白酒收藏著作               |
| 《赵晨说藏酒茅台》     | 讲述茅台酒的历史文化以及真假分辨     |
| 《醉爱国酒》           | 概述茅台酒的个人鉴赏品味             |
| 《茅台酒收藏投资指南》 | 展示茅台、拓展茅台文化、挖掘茅台历史 |